# Sigrid Larsson
Sigrid Hanna Maria Larsson gift Sand, född 18 maj 1908 i Eskilstuna, död 28 augusti 1960 i Strängnäs, var en svensk textilkonstnär, målare och teckningslärare.
Hon var dotter till möbelhandlaren August Larsson och Hilma Bäckman och från 1937 gift med skulptören Erik Sand. Larsson studerade på textillinjen för Eivor Fisher och Annie Frykholm samtidigt som hon utbildade sig till teckningslärare vid Högre konstindustriella skolan Stockholm 1925–1930. Hon arbetade som teckningslärare i början av 1930-talet vid Strängnäs kommunala flickskola och 1934–1935 arbetade hon för Handarbetets vänner i Stockholm, vid sidan av arbetet studerade hon då måleri för Otte Sköld. Hon medverkade sedan 1936 i olika grupputställningar till en början med måleri men i mitten på 1950-talet dominerade hennes textila konst. Bland hennes offentliga arbeten märks antependium för Storviks kyrka, Baggetorps kapell och Katrineholms ålderdomshem samt sorgeantependium för Enköpings gravkapell och altarbrun för Mellösa kyrka, Barva kyrka och Östra Vingåkers kyrka samt en mässhake till Östra Vingåkers kyrka. 

### Fotnoter
1. ↑  Dödsfall i Svenska Dagbladet 31 augusti 1960.